# Ingevara
Ingevara är en obebyggd plats i sydvästligaste Hedesunda socken, Gävle kommun och är känt sedan år 1542. 
Stället ligger efter norra infarten till Gysinge alldeles intill nya bron över Dalälven, Riksväg 56. Det ägdes år 1542 av bonden Staffan (Nilsson?) i Hade vid Dalälven. Enligt berättartradition ska en kung Inge haft en borg vid Ingevara och på andra sidan älven skulle hans drottning Ingeborg ha bott. Platsen där heter Ingeborgshammar eller Ingmurshammar. År 1759; Ingebors Hammar. Framlidne ortnamnsexperten professor Folke Hedblom  tror inte att Inge- syftar på mansnamnet utan mer Yng- som betyder trång och syftar på Dalälvens trånga passage på stället. Se även Ingensjön. Efterleden -vara skulle kunna avse en fast fiskeanordning bestående av tinor, ett slags liggande mjärdar av granspjälor i strömmen. Med flata stenar pressar man sedan ner varan mot bottnen.